# Golino (famiglia)
I Golino sono una nobile famiglia originaria di Genova. La famiglia residente a Caserta, anch'essa nobile altre famiglie dello stesso cognome si trovano in Sicilia.

## Storia
Le prime testimonianze di questa famiglia risalgono al XIII secolo, come riportato nel libro Teatro genealogico delle famiglie nobili, titolate, feudatarie ed antiche nobili del Regno di Sicilia, ove compare la figura del conte Golino, capitano generale dell'armata composta da Genovesi e Lucchesi che combatterono contro i Pisani nel 1280.
Anche nel Dizionario storico-blasonico delle famiglie nobili e notabili italiane, estinte e fiorenti è possibile reperire contratti di acquisto di terre e case da parte dei Golino risalenti al XIII secolo.
I Golino seppur rivestiti del titolo di nobili, ebbero cariche ecclesiastiche e giuridiche.
Grazie al libro Discorso delle famiglie nobili del regno di Napoli del signor Carlo de Lellis e ai documenti stilati nell'Archivio di Stato di Napoli ricordiamo i notai Paolino Golino e Antonio Golino che vissero intorno al 1400.

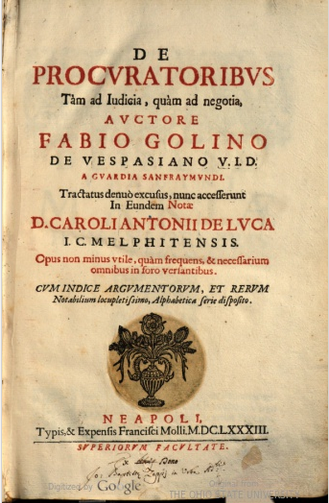
Libro di Fabio Golino

Dal punto di vista letterario è obbligo ricordare Fabio Golino de Vespasiano, avvocato del foro di Napoli del XVII secolo e autore di un'importante opera in latino intitolata De procuratoribus tam ad iudicia, quam ad negotia ,libro che dedicò allo zio morto pochi anni dopo.
Altro esponente della nobile famiglia Golino è Agostino Gregorio Golino, nato a Giugliano il 28 agosto del 1728 e divenuto vescovo il 27 febbraio 1792 della diocesi di Trevico, ricordato come ultimo vescovo in quanto la diocesi di Trevico venne unita a quella di Lacedonia.
Anche se le origini della Santa Casa dell'Annunziata sono incerte, sappiamo con certezza come riportato fedelmente nel Libro Origine, vicende storiche e progressi della Real santa Casa dell'Annunziata di Napoli, che Baldassare Golino e Tullio Golino svolsero ruolo di prestigio all'interno di essa come Governatori il primo tra 1612-1614 il secondo nel 1389.
La famiglia Golino che godette di nobiltà nel Regno di Napoli e successivamente nel Regno delle due Sicilie, fu sempre fedele ai Borbone. Tanto è che Giuseppe Golino il 10 settembre 1862 venne fucilato dal nuovo regime monarchico.

## Arma
Blasonatura: D'oro all'ulivo verde, destrato da un leone d'oro, rampante al tronco,  Corona: nobile